# Gemkenthal
Gemkenthal gehört zur Bergstadt Clausthal-Zellerfeld im Landkreis Goslar, Niedersachsen. Es liegt an der B 498 direkt an der Okertalsperre. Etwa vier Kilometer südlich liegt das Zentrum von Altenau, während der Goslarer Stadtteil Oker zehn Kilometer nördlich liegt.
Gemkenthal besteht aus einem Gasthaus. Darüber hinaus betreibt dort ein Segelclub ein Clubhaus und einen Bootsanleger an der Okertalsperre.

## Lage
Das eigentliche Gemkenthal ist heute vom Stauraum der Okertalsperre überflutet. Es befand sich etwa 500 Meter nordöstlich der heutigen Gaststätte. Es verzweigt sich in das Kleine (Karte) und das Große Gemkenthal (Karte), deren Talbäche heute in die Okertalsperre fließen. Vor dem Bau der Okertalsperre flossen die beiden Bäche zusammen und der vereinigte Gemkenthalbach entwässerte im Bereich der jetzigen Talsperre (Karte) in die Oker.

## Geschichte
1311 lag in der Nähe des damaligen Gemkenthal, an der Einmündung zur Hune, eine Eisenhütte, welche Berthold Henselen gehörte und bereits seit 1295 dort genannt wurde. Im 16. Jahrhundert wurden die Gruben auf dem Gemkenthaler Gangzug aufgefahren. Auf einer Karte von 1865 ist an der Stelle des Zusammenflusses des Gemkenthalbaches in die Oker ein Forsthaus sowie okeraufwärts noch zwei bis drei weitere Gebäude (vermutlich Waldarbeiterwohnhäuser) zu erkennen.
Hermine Ida Auguste Hartleben wurde am 2. Juni 1846 in Gemkenthal geboren. Sie war eine Lehrerin und Biografin des Hieroglyphen-Entzifferers Jean-François Champollion. Weiterhin wurde am 14. September 1891 der Maler Gerhard Löbenberg als Sohn des Gemkenthaler Försters Luis Löbenberg dort geboren.
In der ersten Hälfte des 20. Jahrhunderts stand in der Talaue an der Oker noch eine Gaststätte mit Nebengebäuden. Mit dem Bau der Okertalsperre wurde diese Gaststätte Mitte der 1950er Jahre umgesiedelt und erhielt ein neues Gebäude an der heutigen Stelle. Obwohl man hier mindestens 500 Meter vom eigentlichen Gemkenthal entfernt ist, bekam auch diese Siedlung die Bezeichnung Gemkenthal.
Gemkenthal gehörte zur Bergstadt Altenau.
Im September 2009 wurde eine Ortshinweistafel für Gemkenthal aufgestellt, nachdem man in Unterlagen des Landkreises Goslar entdeckte, dass bereits bis 2003 ein solches Ortsschild existierte, welches den Namen Gemkenthal trug.